# Jacqueline Todten
Jacqueline Todten, geschiedene Hein (* 29. Mai 1954 in Berlin), ist eine ehemalige deutsche Leichtathletin, die - für die DDR startend - in den 1970er Jahren zu den weltbesten Speerwerferinnen gehörte. Ihr größter Erfolg ist die Silbermedaille bei den Olympischen Spielen 1972 in München - als 18-Jährige hinter ihrer Mannschaftskameradin, Weltrekordlerin Ruth Fuchs. Nur einmal in ihrer Laufbahn, bei den DDR-Meisterschaften 1974, gelang es ihr Ruth Fuchs zu schlagen.
Jacqueline Todten startete für den SC Dynamo Berlin und trainierte bei Hans Beer. In ihrer aktiven Zeit war sie 1,71 m groß und wog 62 kg. Nach ihrer Sportlerkarriere studierte sie Pädagogik und arbeitete in der DDR-Zeit im Berliner Bezirk Pankow in der Wiedereingliederung von entlassenen Straffälligen.
1972 erhielt sie den Vaterländischen Verdienstorden in Bronze.

## Erfolge im Einzelnen
- 1970, Junioreneuropameisterschaften: Platz 1
- 1972, Olympische Spiele: Platz 2 (ungültig - 55,44 - 57,18 - 59,70 - 56,92 - 62,54 m)
- 1974, Europameisterschaften: Platz 2 (58,50 - 54,38 - 56,96 - 59,14 - 55,92 - 62,10 m)
- 1976, Olympische Spiele: Platz 4 (63,84 m)

| Personendaten    | Personendaten                                          |
| ---------------- | ------------------------------------------------------ |
| NAME             | Todten, Jacqueline                                     |
| ALTERNATIVNAMEN  | Hein, Jacqueline                                       |
| KURZBESCHREIBUNG | deutsche Leichtathletin und Olympiamedaillengewinnerin |
| GEBURTSDATUM     | 29. Mai 1954                                           |
| GEBURTSORT       | Berlin                                                 |